# Нацистичко спаљивање књига
Нацистичко спаљивање књига је била кампања власти Нацистичке Немачке чији је циљ био да се церемонијално спале све књиге које су биле у супротности са нацистичком идеологијом. Кампања је покренута 1933, убрзо након што су нацисти преузели власт у Немачкој. На мети су се нашле књиге јеврејских, марксистичких и пацифистичких писаца, а све у склопу „акције против ненемачког духа“.

## Кампања
Дана 6. априла 1933, главни уред за штампу и пропаганду Немачке студентске организације прогласио је националну „акцију против ненемачког духа“, чији је врхунац било „чишћење“ књижевности ватром. Студентска организација је припремила дванаест теза, које су биле асоцијација на 95 теза Мартина Лутера, као и на спаљивање „ненемачких“ књига током Фестивала у Вартбургу на 300. годишњицу објављивања Лутерових теза. Ове тезе су позивале на „чисти“ национални језик и културу. У тезама се такође нападао „јеврејски интелектуализам“, наводила потреба за „прочишћењем“ немачког језика и књижевности, те захтевало да универзитети буду центри немачког национализма. Студенти су описивали „акцију“ као афирмацију традиционалних немачких вредности и као одговор на светску јеврејску „клеветничку кампању“ против Немачке.
Кампања је достигла врхунац 10. маја 1933, када су студенти спалили више од 25.000 томова „ненемачких“ књига. Претходно су 6. маја чланови студентске организације провалили у неколико библиотека као и у зграду Института за сексологију, који је водио Магнус Хиршфелд. Све књиге из библиотеке института су заплењене а четири дана касније и уништене.
У ноћи 10. маја, у већини универзитетских градова, националистички студенати су марширали са бакљама против „ненемачког духа“, позивајући високе нацистичке званичнике, професоре, ректоре и студентске вође да се обрате учесницима. На местима на којима су се окупили, студенти су бацали нежељене књиге у ватру, а све је праћено радосним церемонијама, музиком и игром. У Берлину се на тргу „Опернплац“ окупило око 40.000 људи. Њима се обратио Јозеф Гебелс, који је одржао свој чувени говор „Не моралној декаденцији и искварености“:
Ера екстремног јеврејског интелектуализма је сада при крају. Продор немачке револуције је поново очистио препреке на немачком путу… Будући немачки човек неће бити само човек књиге, већ и човек карактера. У том правцу желимо да вас образујемо. Као млади људи, да већ имате храбрости да се суочите са немилосрдним бљеском, да превазиђете страх од смрти, и да повратите поштовање за смрт - то је задатак ове младе генерације. Ви исправно радите што у овом поноћном сату предајете пламену зли дух прошлости. Ово је јако, велико и симболично дело - дело које треба да поручи свету следеће: овде интелектуални темељ новембарске републике тоне у земљу, али ће се из ових остатака тријумфално уздићи феникс новог духа.
Нису све књиге спаљене 10. маја, како је Немачка студентска организација планирала. Неке церемоније спаљивања су одложене за неколико дана због кише, док су неке одржане на дан летње дугодневнице.